# William Edwin Safford
William Edwin Safford ( Chillicothe, Ohio, 14 de diciembre de 1859 – 10 de enero de 1926) fue un profesor, botánico, y etnólogo estadounidense.
Era hijo de William Harrison. Se diplomó en la Academia de la Marina de Guerra de EE. UU., en 1880, para continuar estudios en zoología y en botánica en la Universidad de Yale y en la de Harvard, de 1883 a 1885).
Está es la US Navy de 1880 a 1902, y participa en 1989, en la guerra Hispano-Estadounidense. Participa de una expedición al Perú de 1891 a 1892. En 1899-1900, es vicegobernador de la isla de Guam.
Se casa con Clare Wade el 14 de septiembre de 1904.
Safford colecta especímenes botánicos, además de objetos etnológicos para el Museo Nacional de Historia Natural de la Institución Smithsoniana.
De 1902 a 1915, trabaja como botánico asistente para lA "Oficina de Botánica Industrial de EE.UU.", y luego como botánico aplicado.
Debido a su interés por las plantas psicoactivas y su uso tradicional, Safford es considerado uno de los "padres" de la etnobotánica de las plantas psicoactivas. Se interesó por el peyote y más en general por todas las plantas psicoactivas americanas conocidas en ese momento, y realizó estudios específicos sobre las daturas, ambos de carácter etnobotánico que de carácter botánico y taxonómico. También se interesó por el problema de la identificación de la cohoba de los antiguos Taínos antillanos, siendo el primer estudioso que identificó correctamente esta planta como una especie de Anadenanthera, en ese momento llamada Piptadenia. También cometió algunos errores de identificación, siendo los más importantes la identificación del ololiuhqui de los Aztecas con una especie de datura (Safford, 1920, op.cit., pp. 550-552, mientras que hoy sabemos que se trataba de la convolvulacea Turbina corymbosa (L .) Raf.), y la identificación del teonanácatl de los textos antiguos con el peyote, mientras que este nombre náhuatl se refería a especies de hongos alucinógenos (Safford, 1915, op.cit.). Estos errores de Stafford fueron corregidos por Blas Pablo Reko (1934, 1940).
En 1920, obtiene un Ph.D. de la Universidad George Washington. En 1924 sufre un ataque cardíaco, pero permacece activo hasta su deceso.

## Honores

### Epónimos
Veintiséis especies y variedades botánicas llevan su epónimo saffordii, en su honor por sus contribuciones a la botánica, como:
- (Grammitidaceae) Lellingeria saffordii (Maxon) A.R.Sm. & R.C.Moran[12]

## Algunas publicaciones
- Useful Plants of the Island of Guam 1905
- Cactaceae of Northeastern and Central Mexico 1909
- Edible Plants and Textiles of Ancient America 1916
- Notes on the Genus Dahlia, with Descriptions of New Species 1919
- Natural History of Paradise Key and the Nearby Everglades of Florida 1919
- Synopsis of the Genus Datura 1921
- Daturas of the Old World and New 1922
- Ant Acacias and Acacia Ants of Mexico 1923